# Von Jenseit des Meeres
Von Jenseit des Meeres ist eine Novelle von Theodor Storm. Sie entstand 1863–64 und wurde 1865 zum ersten Mal in Westermanns Monatsheften veröffentlicht.

## Binnenhandlung
Im Alter von zwölf Jahren lernt Alfred Jenni kennen: Sie ist die uneheliche Tochter eines wohlhabenden Plantagenbesitzers in der Karibik und einer Kreolin. Sie lebte bisher in einer Erziehungsanstalt in Deutschland, da diese aber geschlossen wurde, soll sie nun für einige Zeit bei Alfred und seinen Eltern leben. Alfred und die fröhliche, lebhafte Jenni werden schnell die besten Freunde. Doch nach ein paar Monaten müssen sie traurig Abschied nehmen, weil eine neue Pension für Jenni gefunden wurde. Zum Abschied schenkt sie ihm einen Ring.
Zehn Jahre später: Alfred ist Architekt geworden, sein älterer Bruder Hans ist verheiratet mit Grete, einer Freundin Jennis aus deren gemeinsamer Zeit in der Pension, und Jenni lebt vorübergehend bei Hans und Grete auf deren Landgut. Eines Sommers besucht Alfred das Landgut und sieht Jenni zum ersten Mal seit ihrer gemeinsamen Kinderzeit. Alfred bemerkt, dass Jenni nachdenklicher und weniger lebenslustig ist als früher: Sie vermisst ihre Mutter, an die sie nur schwache Erinnerungen hat. Ihr Vater ist unterwegs nach Deutschland, um in Pyrmont eine Kur anzutreten und sich danach mit Jenni zusammen niederzulassen. Finanziell hat er Jenni immer gut versorgt, ihr aber in seinen Briefen nie väterliche Liebe zukommen lassen.
Bei Spaziergängen und langen Gesprächen kommen sich Jenni und Alfred immer näher. Eines Tages ist Jenni zu Besuch auf einem Nachbargut, und als sie spät abends zurückkehrt, trifft sie Alfred im Park. Sie gibt ihm ein wertvolles Schmuckstück und bittet ihn, es bei einem Juwelier zu verkaufen; sie verrät ihm aber nicht, wofür sie das Geld braucht. Zudem erbittet sie sich den Ring zurück, den sie ihm in ihrer Kindheit gegeben hat, weil er das einzige Andenken an ihre Mutter ist. Alfred gesteht ihr seine Liebe zu ihr, aber sie glaubt nicht an eine gemeinsame Zukunft, da er, der Weiße, nie ernsthaft um „die Hand einer Farbigen“ anhalten könne.
Als Alfred am nächsten Tag wegen seines Ganges zum Juwelier in die Stadt kommt, sieht er im Hafen eine Brigg, die bald nach Westindien auslaufen soll. Er kehrt zurück aufs Landgut, wo inzwischen Jennis Vater angekommen ist. Alfred hört aus dem Nebenzimmer ein Gespräch zwischen Jenni und ihrem Vater mit: Dieser erklärt ihr, er habe sie nach Europa geschickt, da sie „bei der Abstammung [ihrer] Mutter niemals die Gesellschaft [ihres] Vaters teilen“ konnte. Aus seiner rassistischen Sichtweise musste er die Tochter von der ungebildeten schwarzen Mutter trennen, um Jenni eine gute Erziehung angedeihen zu lassen. Über das Schicksal der Mutter sagt er ihr nur, dass gut für sie gesorgt werde. Jenni bittet ihn, dass er die Mutter nach Europa hole, um mit ihnen zu leben, was er aber ablehnt.
Am nächsten Tag reist der Vater zu seiner Kur nach Pyrmont ab, und Jenni fährt für mehrere Tage in die Stadt, unter dem Vorwand, das Haus einzurichten, in dem sie bald mit ihrem Vater leben werde. Die Trennung nimmt Alfred emotional sehr mit. Als er erfährt, dass Jenni Kleidung an Trödler verkauft hat, um ohne Hilfe ihres Vaters noch mehr Geld zusammenzubekommen, hat er einen Verdacht. Schnell reitet er in die Stadt, und tatsächlich: Die Brigg liegt nicht mehr im Hafen, und Jenni ist unterwegs nach Westindien. Ein Brief von ihr, kurz vor der Abfahrt abgeschickt, bestätigt, dass sie es als ihre „heilige Pflicht“ ansieht, zu ihrer Mutter zurückzukehren und sie aus ihrem Elend zu befreien.
Alfred reist nach Pyrmont, um Jennis Vater zu informieren. Dieser wird erst wütend, doch dann bereut er, was er Jenni und ihrer Mutter angetan hat. Alfred gesteht ihm, dass er Jenni liebt, und so schöpft der Vater Hoffnung, dass er Jenni zurückholen kann. Mit dem nächsten Schiff fährt Alfred in die Karibik ab.
Dort hat Jenni inzwischen ihre Mutter gefunden, die aber gar nicht im Elend lebt, sondern am Hafen von Christiansted auf Saint Croix ein Hotel betreibt und gar nicht daran denkt, zu Jennis Vater nach Europa zu gehen. Jenni fühlt sich unter der (mehrheitlich schwarzen) einheimischen Bevölkerung unwohl. Auch zu ihrer Mutter will sich keine emotionale Nähe mehr einstellen; diese versucht sogar, Jenni mit einem ihrer Stammgäste zu verheiraten. Doch wenige Tage später erscheint Alfred auf der Insel, und mit der schriftlichen Vollmacht des Vaters kann er Jenni heiraten und nach Europa zurückbringen.

## Rahmenhandlung
Die Geschichte ist in eine Rahmenhandlung eingebettet: In einem Hotelzimmer, in der Nacht vor Alfreds Abreise nach Westindien, erzählt dieser seinem Vetter, dem namenlosen Ich-Erzähler, die ganze Geschichte von der Kindheit bis zu diesem Abreisetag. Von den folgenden Ereignissen auf Saint Croix und der glücklichen Rückkehr erfährt der Ich-Erzähler aus Briefen, in denen er auf Hans’ Landgut eingeladen wird, um Alfred und Jenni wiederzusehen.

## Reale Vorlage
Wie Walther Herrmann in seinem Vorwort zur Reclam-Ausgabe darlegt, gibt es für die Protagonistin eine reale Inspiration: Ein Onkel Storms war Pflanzer in Westindien, wo er mit einer einheimischen Kreolin eine uneheliche Tochter hatte. Mit dieser besuchte er 1845 Husum, wo Storm die damals Sechsjährige kennenlernte.